# 苄甲醚
苄甲醚（英語：benzyl methyl ether）是一种有机化合物，化学式C8H10O，可见于Uvaria chamae、天麻等物种。
它可由溴化苄和甲醇在硫酸亚铁存在下反应制得。